# Manchester City F.C. mùa giải 2023–24
Mùa giải 2023–24 là mùa giải thứ 129 của Manchester City trong lịch sử hình thành của câu lạc bộ, và là mùa giải thứ 22 liên tiếp ở giải đấu cao nhất nước Anh. Manchester City góp mặt trong 7 giải đấu khác nhau bao gồm Ngoại hạng Anh, Cúp FA, Cúp EFL, FA Community Shield, UEFA Champions League (với tư cách đương kim vô địch), UEFA Super Cup và FIFA Club World Cup

## Áo đấu
Nhà cung cấp: Puma / Nhà tài trợ: Etihad Airways
| Áo sân nhà   | Áo sân khách | Áo sân khách 2. | Áo thứ ba. |
| Áo thủ môn 1 | Áo thủ môn 2 | Áo thủ môn 3    |            |

## Đội hình
Tính đến ngày 28 tháng 1 năm 2024
| Số       | Cầu thủ              | Vị trí                 | Quốc gia    | Ngày sinh (tuổi)            | Chuyển từ               | Năm gia nhập | Phí chuyển nhượng | Năm hết hạn hợp đồng |         |         |
| Thủ môn  | Thủ môn              | Thủ môn                | Thủ môn     | Thủ môn                     | Thủ môn                 | Thủ môn      | Thủ môn           | Thủ môn              | Thủ môn | Thủ môn |
| -------- | -------------------- | ---------------------- | ----------- | --------------------------- | ----------------------- | ------------ | ----------------- | -------------------- | ------- | ------- |
| 18       | Stefan Ortega        | GK                     | Đức         | 6 tháng 11, 1992 (31 tuổi)  | Arminia Bielefeld       | 2022         | Miễn phí          | 2025                 |         |         |
| 31       | Ederson              | GK                     | Brasil      | 17 tháng 8, 1993 (30 tuổi)  | Benfica                 | 2017         | £34.9m            | 2026                 |         |         |
| 33       | Scott Carson         | GK                     | Anh         | 2 tháng 9, 1985 (38 tuổi)   | Derby County            | 2021         | Miễn phí          | 2024                 |         |         |
| Hậu vệ   |                      |                        |             |                             |                         |              |                   |                      |         |         |
| 2        | Kyle Walker (C)      | RB / CB                | Anh         | 28 tháng 5, 1990 (34 tuổi)  | Tottenham Hotspur       | 2017         | £45.0m            | 2026                 |         |         |
| 3        | Rúben Dias (VC)      | CB                     | Bồ Đào Nha  | 14 tháng 5, 1997 (27 tuổi)  | Benfica                 | 2020         | £62.0m            | 2027                 |         |         |
| 5        | John Stones          | CB / RB / DM           | Anh         | 28 tháng 5, 1994 (30 tuổi)  | Everton                 | 2016         | £47.5m            | 2026                 |         |         |
| 6        | Nathan Aké           | CB / LB                | Hà Lan      | 18 tháng 2, 1995 (29 tuổi)  | Bournemouth             | 2020         | £40.0m            | 2027                 |         |         |
| 21       | Sergio Gómez         | LB / AM                | Tây Ban Nha | 4 tháng 9, 2000 (23 tuổi)   | Anderlecht              | 2022         | £11.0m            | 2026                 |         |         |
| 24       | Joško Gvardiol       | CB / LB                | Croatia     | 23 tháng 1, 2002 (22 tuổi)  | RB Leipzig              | 2023         | £77.5m            | 2028                 |         |         |
| 25       | Manuel Akanji        | CB / RB / LB / DM      | Thụy Sĩ     | 19 tháng 7, 1995 (28 tuổi)  | Borussia Dortmund       | 2022         | £15.0m            | 2027                 |         |         |
| 82       | Rico Lewis           | RB / DM / AM           | Anh         | 21 tháng 11, 2004 (19 tuổi) | Học viện                | 2022         | —                 | 2028                 |         |         |
| Tiền vệ  |                      |                        |             |                             |                         |              |                   |                      |         |         |
| 8        | Mateo Kovačić        | DM / CM / AM           | Croatia     | 6 tháng 5, 1994 (30 tuổi)   | Chelsea                 | 2023         | £25.0m            | 2027                 |         |         |
| 10       | Jack Grealish        | LW / AM / RW           | Anh         | 10 tháng 9, 1995 (28 tuổi)  | Aston Villa             | 2021         | £100.0m           | 2027                 |         |         |
| 11       | Jérémy Doku          | RW / LW / AM           | Bỉ          | 27 tháng 5, 2002 (22 tuổi)  | Rennes                  | 2023         | £55.5m            | 2028                 |         |         |
| 16       | Rodri (VC)           | DM                     | Tây Ban Nha | 22 tháng 6, 1996 (28 tuổi)  | Atlético Madrid         | 2019         | £62.8m            | 2027                 |         |         |
| 17       | Kevin De Bruyne (VC) | CM / AM                | Bỉ          | 28 tháng 6, 1991 (33 tuổi)  | VfL Wolfsburg           | 2015         | £54.5m            | 2025                 |         |         |
| 20       | Bernardo Silva (VC)  | CM / AM / LW / RW      | Bồ Đào Nha  | 10 tháng 8, 1994 (29 tuổi)  | Monaco                  | 2017         | £43.5m            | 2026                 |         |         |
| 27       | Matheus Nunes        | CM / AM / DM / RW / LW | Bồ Đào Nha  | 27 tháng 8, 1998 (25 tuổi)  | Wolverhampton Wanderers | 2023         | £53m              | 2028                 |         |         |
| 47       | Phil Foden           | AM / CM / LW / RW      | Anh         | 28 tháng 5, 2000 (24 tuổi)  | Học viện                | 2017         | —                 | 2027                 |         |         |
| 52       | Oscar Bobb           | RW / ST                | Na Uy       | 12 tháng 7, 2003 (20 tuổi)  | Vålerenga               | 2019         | —                 | 2029                 |         |         |
| Tiền đạo |                      |                        |             |                             |                         |              |                   |                      |         |         |
| 9        | Erling Haaland       | ST                     | Na Uy       | 21 tháng 7, 2000 (23 tuổi)  | Borussia Dortmund       | 2022         | £51.2m            | 2027                 |         |         |
| 19       | Julián Álvarez       | ST / AM / LW / RW / SS | Argentina   | 31 tháng 1, 2000 (24 tuổi)  | River Plate             | 2022         | £14.1m            | 2028                 |         |         |

## Chuyển nhượng

### Gia nhập
| Ngày                | Vị trí  | Số      | Cầu thủ           | Chuyển từ               | Mức phí       | Đội      | Ref.        |
| ------------------- | ------- | ------- | ----------------- | ----------------------- | ------------- | -------- | ----------- |
| 27 tháng 6 năm 2023 | TV      | 8       | Mateo Kovačić     | Chelsea                 | £25,000,000   | Đội một  | [ 2 ] [ 3 ] |
| 1 tháng 7 năm 2023  | TM      | —       | Spike Brits       | AFC Wimbledon           | Không tiết lộ | Học viện | [ 4 ]       |
| 5 tháng 8 năm 2023  | HV      | 24      | Joško Gvardiol    | RB Leipzig              | £77,500,000   | Đội một  | [ 5 ]       |
| 24 tháng 8 năm 2023 | MF      | 11      | Jérémy Doku       | Rennes                  | £55,500,000   | Đội một  | [ 6 ]       |
| 1 tháng 9 năm 2023  | MF      | 27      | Matheus Nunes     | Wolverhampton Wanderers | £53,000,000   | Đội một  | [ 7 ]       |
| 1 tháng 9 năm 2023  | DF      | —       | Jamal Baptiste    | West Ham United         | Miễn phí      | Học viện | [ 8 ]       |
| 25 tháng 1 năm 2024 | MF      | —       | Claudio Echeverri | River Plate             | £12,500,000   | Đội một  | [ 9 ]       |
| Tổng số             | Tổng số | Tổng số | Tổng số           | Tổng số                 | £233,500,000  |          |             |

### Cho mượn
| Ngày                | Vị trí | Số | Cầu thủ               | Cho mượn đến            | Thời gian cho mượn   | Đội                 | Ref.          |
| ------------------- | ------ | -- | --------------------- | ----------------------- | -------------------- | ------------------- | ------------- |
| 2 tháng 7 năm 2023  | FW     | 48 | Liam Delap            | Hull City               | Hết mùa giải         | Academy             | [ 10 ]        |
| 11 tháng 7 năm 2023 | MF     | 50 | Kian Breckin          | Wycombe Wanderers       | 4 tháng 1 năm 2024   | Academy             | [ 11 ] [ 12 ] |
| 14 tháng 7 năm 2023 | DF     | 39 | Yan Couto             | Girona                  | Hết mùa giải         | City Football Group | [ 13 ]        |
| 14 tháng 7 năm 2023 | DF     | 86 | Callum Doyle          | Leicester City          | Hết mùa giải         | Academy             | [ 14 ]        |
| 21 tháng 7 năm 2023 | DF     | –  | Issa Kaboré           | Luton Town              | Hết mùa giải         | City Football Group | [ 15 ]        |
| 21 tháng 7 năm 2023 | DF     | 97 | Josh Wilson-Esbrand   | Reims                   | 1 tháng 2 năm 2024   | First team          | [ 16 ]        |
| 1 tháng 8 năm 2023  | DF     | 94 | Finley Burns          | Stevenage               | Hết mùa giải         | Academy             | [ 17 ]        |
| 7 tháng 8 năm 2023  | MF     | 93 | Alex Robertson        | Portsmouth              | Hết mùa giải         | Academy             | [ 18 ]        |
| 8 tháng 8 năm 2023  | FW     | –  | Filip Stevanović      | Waalwijk                | Hết mùa giải         | City Football Group | [ 19 ]        |
| 8 tháng 8 năm 2023  | DF     | –  | Nahuel Ferraresi      | São Paulo               | 31 tháng 12 năm 2023 | City Football Group | [ 20 ]        |
| 23 tháng 8 năm 2023 | MF     | 32 | Máximo Perrone        | Las Palmas              | Hết mùa giải         | First team          | [ 21 ]        |
| 26 tháng 8 năm 2023 | DF     | 79 | Luke Mbete            | Den Bosch               | Hết mùa giải         | Academy             | [ 22 ]        |
| 29 tháng 8 năm 2023 | DF     | 70 | Jadel Katongo         | Peterborough United     | Hết mùa giải         | Academy             | [ 23 ]        |
| 1 tháng 9 năm 2023  | DF     | 12 | Taylor Harwood-Bellis | Southampton             | Hết mùa giải         | Academy             | [ 24 ]        |
| 1 tháng 9 năm 2023  | MF     | 69 | Tommy Doyle           | Wolverhampton Wanderers | Hết mùa giải         | Academy             | [ 25 ]        |
| 1 tháng 9 năm 2023  | MF     | 87 | James McAtee          | Sheffield United        | Hết mùa giải         | First team          | [ 26 ]        |
| 1 tháng 9 năm 2023  | DF     | 7  | João Cancelo          | Barcelona               | Hết mùa giải         | First team          | [ 27 ]        |
| 1 tháng 9 năm 2023  | FW     | –  | Slobodan Tedić        | Charlton Athletic       | 5 January 2024       | City Football Group | [ 28 ] [ 29 ] |
| 6 tháng 9 năm 2023  | DF     | –  | Jamal Baptiste        | Lommel                  | 31 tháng 12 năm 2023 | Academy             | [ 8 ]         |
| 5 tháng 1 năm 2024  | MF     | 71 | Lewis Fiorini         | Charlton Athletic       | Hết mùa giải         | Academy             | [ 29 ]        |
| 25 tháng 1 năm 2024 | MF     | –  | Claudio Echeverri     | River Plate             | 31 tháng 12 năm 2024 | First team          | [ 9 ]         |
| 26 tháng 1 năm 2024 | MF     | 4  | Kalvin Phillips       | West Ham United         | Hết mùa giải         | First team          | [ 30 ]        |
| 1 tháng 2 năm 2024  | DF     | 97 | Josh Wilson-Esbrand   | Cardiff City            | Hết mùa giải         | First team          | [ 31 ]        |
| 12 tháng 3 năm 2024 | MF     | 96 | Ben Knight            | Stockport County        | Hết mùa giải         | Academy             | [ 32 ]        |

1. ↑  On 4 January, Breckin was recalled from his season-long loan at Wycombe early.
2. ↑  On 1 February, Wilson-Esbrand was recalled from his season-long loan at Reims early.
3. ↑  On 5 January, Tedic was recalled from his season-long loan at Charlton Athletic early.

## Giao hữu trước mùa giải
Vào 20 tháng 4 năm 2023, Manchester City thông báo về tour giao hữu ở Hàn Quốc như một phần cho việc chuẩn bị đầu mùa giải vào tháng 7, khi họ sẽ đối đầu với Atletico Madrid trong khuôn khổ Coupang Play Series. Đây cũng là lần đầu tiên họ tới Hàn Quốc từ năm 1976.. Sau đó, họ thông báo về 2 trận giao hữu gặp Yokohama F. Marinos và Bayern Munich ở Tokyo trước khi cả đội di chuyển tời Hàn Quốc.
| 23 tháng 7 năm 2023 J.League World Challenge | Yokohama F. Marinos                              | 3–5      | Manchester City                                             | Tokyo, Nhật Bản                                                                                           |  |
| 19:00 JST                                    | - Anderson Lopes 27' - Matsubara 37' - Inoue 86' | Chi tiết | - Stones 40' - Álvarez 43' - Haaland 52', 90+2' - Rodri 72' | Sân vận động: Sân vận động Quốc gia Nhật Bản Lượng khán giả: 61,618 Trọng tài: Hiroki Kasahara (Nhật Bản) |  |

| 26 tháng 7 năm 2023 Giao hữu | Bayern Munich | 1–2      | Manchester City            | Tokyo, Nhật Bản                                                                                       |  |
| 19:30 JST                    | - Tel 81'     | Chi tiết | - McAtee 21' - Laporte 86' | Sân vận động: Sân vận động Quốc gia Nhật Bản Lượng khán giả: 65,049 Trọng tài: Jumpei Iida (Nhật Bản) |  |

| 30 tháng 7 năm 2023 Giao hữu                                 | Manchester City | 1–2      | Atlético Madrid            | Seoul, Hàn Quốc                                                   |  |
| 20:40 KST                                                    | - Dias 85'      | Chi tiết | - Depay 66' - Carrasco 74' | Sân vận động: Sân vận động World Cup Seoul Lượng khán giả: 64,185 |  |
| Ghi chú: Trận đấu bị hoãn 40 phút vì điều kiện thời tiết xấu |                 |          |                            |                                                                   |  |

## Các giải đấu
| Giải đấu              | Trận đấu đầu tiên    | Trận đấu cuối cùng   | Vòng đấu mở màn | Vị trí chung cuộc | Thành tích | Thành tích | Thành tích | Thành tích | Thành tích | Thành tích | Thành tích | Thành tích |
| Giải đấu              | Trận đấu đầu tiên    | Trận đấu cuối cùng   | Vòng đấu mở màn | Vị trí chung cuộc | ST         | T          | H          | B          | BT         | BB         | HS         | % thắng    |
| --------------------- | -------------------- | -------------------- | --------------- | ----------------- | ---------- | ---------- | ---------- | ---------- | ---------- | ---------- | ---------- | ---------- |
| Ngoại hạng Anh        | 11 tháng 8 năm 2023  | 19 tháng 5 năm 2024  | Vòng 1          | Vô địch           | 38         | 28         | 7          | 3          | 96         | 34         | +62        | 073,68     |
| Cúp FA                | 7 tháng 1 năm 2024   | 25 tháng 5 năm 2024  | Vòng 3          | Á quân            | 6          | 5          | 0          | 1          | 16         | 4          | +12        | 083,33     |
| Cúp EFL               | 27 tháng 9 năm 2023  | 27 tháng 9 năm 2023  | Vòng 3          | Vòng 3            | 1          | 0          | 0          | 1          | 0          | 1          | −1         | 000,00     |
| FA Community Shield   | 6 tháng 8 năm 2023   | 6 tháng 8 năm 2023   | Chung kết       | Á quân            | 1          | 0          | 1          | 0          | 1          | 1          | +0         | 000,00     |
| UEFA Champions League | 19 tháng 9 năm 2023  | 17 tháng 4 năm 2024  | Vòng bảng       | Tứ kết            | 10         | 8          | 2          | 0          | 28         | 13         | +15        | 080,00     |
| UEFA Super Cup        | 16 tháng 8 năm 2023  | 16 tháng 8 năm 2023  | Chung kết       | Vô địch           | 1          | 0          | 1          | 0          | 1          | 1          | +0         | 000,00     |
| FIFA Club World Cup   | 19 tháng 12 năm 2023 | 22 tháng 12 năm 2023 | Bán kết         | Vô địch           | 2          | 2          | 0          | 0          | 7          | 0          | +7         | 100,00     |
| Tổng cộng             | Tổng cộng            | Tổng cộng            | Tổng cộng       | Tổng cộng         | 59         | 43         | 11         | 5          | 149        | 54         | +95        | 072,88     |

Nguồn: Soccerway

### Ngoại hạng Anh
Lịch thi đấu của Premier League được công bố vào ngày 15 tháng 6 năm 2023. 

### Tóm tắt kết quả
| Tổng thể | Tổng thể | Tổng thể | Tổng thể | Tổng thể | Tổng thể | Tổng thể | Tổng thể | Sân nhà | Sân nhà | Sân nhà | Sân nhà | Sân nhà | Sân nhà | Sân khách | Sân khách | Sân khách | Sân khách | Sân khách | Sân khách |
| ST       | T        | H        | B        | BT       | BB       | HS       | Đ        | T       | H       | B       | BT      | BB      | HS      | T         | H         | B         | BT        | BB        | HS        |
| -------- | -------- | -------- | -------- | -------- | -------- | -------- | -------- | ------- | ------- | ------- | ------- | ------- | ------- | --------- | --------- | --------- | --------- | --------- | --------- |
| 38       | 28       | 7        | 3        | 96       | 34       | +62      | 91       | 14      | 5       | 0       | 50      | 16      | +34     | 14        | 2         | 3         | 46        | 18        | +28       |

Nguồn: Soccerway

#### Kết quả theo vòng
| Vòng    | 1 | 2 | 3 | 4  | 5  | 6  | 7  | 8  | 9  | 10 | 11 | 12 | 13 | 14 | 15 | 16 | 17 | 19 | 20 | 21 | 22 | 23 | 24 | 25 | 181 | 26 | 27 | 28 | 30 | 31 | 32 | 33 | 292 | 35 | 36 | 37 | 343 | 38 |
| ------- | - | - | - | -- | -- | -- | -- | -- | -- | -- | -- | -- | -- | -- | -- | -- | -- | -- | -- | -- | -- | -- | -- | -- | --- | -- | -- | -- | -- | -- | -- | -- | --- | -- | -- | -- | --- | -- |
| Sân     | A | H | A | H  | A  | H  | A  | A  | H  | A  | H  | A  | H  | H  | A  | A  | H  | A  | H  | A  | H  | A  | H  | H  | H   | A  | H  | A  | H  | H  | A  | H  | A   | A  | H  | A  | A   | H  |
| Kết quả | W | W | W | W  | W  | W  | L  | L  | W  | W  | W  | D  | D  | D  | L  | W  | D  | W  | W  | W  | W  | W  | W  | D  | W   | W  | W  | D  | D  | W  | W  | W  | W   | W  | W  | W  | W   | W  |
| Vị trí  | 3 | 2 | 1 | 1  | 1  | 1  | 1  | 3  | 2  | 3  | 1  | 1  | 2  | 3  | 4  | 4  | 4  | 4  | 3  | 2  | 2  | 2  | 2  | 3  | 2   | 2  | 2  | 3  | 3  | 3  | 3  | 1  | 2   | 2  | 2  | 2  | 1   | 1  |
| Điểm    | 3 | 6 | 9 | 12 | 15 | 18 | 18 | 18 | 21 | 24 | 27 | 28 | 29 | 30 | 30 | 33 | 34 | 37 | 40 | 43 | 46 | 49 | 52 | 53 | 56  | 59 | 62 | 63 | 64 | 67 | 70 | 73 | 76  | 79 | 82 | 85 | 88  | 91 |

- Các vị trí trên bảng xếp hạng thay đổi theo vòng thi đấu, không phải là kết thúc cho ngày thi đấu.

1 Vòng đấu thứ 18 (vs Brentford) bị dời lịch do Manchester City phải thi đấu ở FIFA Club World Cup 2023. 

2 Vòng đấu thứ 29 (vs Brighton and Hove Albion) bị hoãn tới 24 tháng 4 năm 2024 do Manchester CIty phải thi đấu tại tứ kết Cúp FA. 

3 Vòng đấu thứ 34 (vs Tottenham Hotspur) bị hoãn tới 14 tháng 5 năm 2024 do Manchester CIty phải thi đấu tại tứ kết Cúp FA.
| 11 tháng 8 năm 2023 1 | Burnley         | 0–3      | Manchester City               | Burnley                                                                |  |
| 20:00 BST             | - Zaroury 90+4' | Chi tiết | - Haaland 4', 36' - Rodri 75' | Sân vận động: Turf Moor Lượng khán giả: 21,572 Trọng tài: Craig Pawson |  |

| 19 tháng 8 năm 2023 2 | Manchester City | 1–0      | Newcastle United | Manchester                                                                  |  |
| 20:00 BST             | - Álvarez 31'   | Chi tiết |                  | Sân vận động: Etihad Stadium Lượng khán giả: 53,080 Trọng tài: Robert Jones |  |

| 27 tháng 8 năm 2023 3 | Sheffield United | 1–2      | Manchester City                | Sheffield                                                                   |  |
| 14:00 BST             | - Bogle 85'      | Chi tiết | - Haaland 37', 63' - Rodri 88' | Sân vận động: Bramall Lane Lượng khán giả: 31,336 Trọng tài: Jarred Gillett |  |

| 2 tháng 9 năm 2023 4 | Manchester City                                                                     | 5–1      | Fulham                                                                    | Manchester                                                                    |  |
| 15:00 BST            | - Álvarez 31' - Rodri 41' - Aké 45+5' - Haaland 58', 70' (ph.đ.), 90+5' - Silva 78' | Chi tiết | - Ream 33' - Diop 43' - Robinson 45+3' - Decordova-Reid 54' - Pereira 69' | Sân vận động: Etihad Stadium Lượng khán giả: 52,899 Trọng tài: Michael Oliver |  |

| 16 tháng 9 năm 2023 5 | West Ham United                                              | 1–3      | Manchester City                                                   | Stratford                                                                    |  |
| 15:00 BST             | - Ward-Prowse 36' - Álvarez 38' - Souček 79' - Paquetá 90+6' | Chi tiết | - Gvardiol 45+2' - Doku 46' - Silva 76' - Haaland 86' - Rodri 90' | Sân vận động: London Stadium Lượng khán giả: 62,475 Trọng tài: Andrew Madley |  |

| 23 tháng 9 năm 2023 6 | Manchester City                                                                  | 2–0      | Nottingham Forest                                                                                       | Manchester                                                                    |  |
| 15:00 BST             | - Foden 7' - Haaland 14' - Akanji 18' - Rodri 46' - Ederson 58' - Grealish 90+3' | Chi tiết | - Tavares 21' - Sangaré 45+1' - Gibbs-White 46' - Awoniyi 58' - Mangala 77' - Origi 81' - Montiel 90+3' | Sân vận động: Etihad Stadium Lượng khán giả: 53,413 Trọng tài: Anthony Taylor |  |

| 30 tháng 9 năm 2023 7 | Wolverhampton Wanderers                                                                    | 2–1      | Manchester City                                          | Wolverhampton                                                                 |  |
| 15:00 BST             | - Dias 13' (l.n.) - Hwang Hee-chan 24', 66' - Lemina 39' - Neto 57' - Sá 83' - Silva 90+3' | Chi tiết | - Walker 17' - Álvarez 58', 63' - Kovačić 59' - Doku 82' | Sân vận động: Molineux Stadium Lượng khán giả: 31,415 Trọng tài: Craig Pawson |  |

| 8 tháng 10 năm 2023 8 | Arsenal                                               | 1–0      | Manchester City                           | Holloway                                                                        |  |
| 16:30 BST             | - Jorginho 11' - Martinelli 86' - Gabriel Jesus 90+3' | Chi tiết | - Silva 23' - Kovačić 29' - Ederson 90+3' | Sân vận động: Emirates Stadium Lượng khán giả: 60,233 Trọng tài: Michael Oliver |  |

| 21 tháng 10 năm 2023 9 | Manchester City                                                          | 2–1      | Brighton & Hove Albion              | Manchester                                                                  |  |
| 15:00 BST              | - Álvarez 7' - Haaland 19' - Rodri 38' - Akanji 63' 90+5' - Grealish 84' | Chi tiết | - tháng 3 36' - Igor 64' - Fati 73' | Sân vận động: Etihad Stadium Lượng khán giả: 53,466 Trọng tài: Robert Jones |  |

| 29 tháng 10 năm 2023 10 | Manchester United                                          | 0–3      | Manchester City                             | Manchester                                                                |  |
| 15:30 GMT               | - Onana 26' - Amrabat 42' - Antony 90+2' - Fernandes 90+3' | Chi tiết | - Haaland 26' (ph.đ.), 49' - Foden 42', 80' | Sân vận động: Old Trafford Lượng khán giả: 73,502 Trọng tài: Paul Tierney |  |

| 4 tháng 11 năm 2023 11 | Manchester City                                                | 6–1      | Bournemouth                    | Manchester                                                                  |  |
| 15:00 GMT              | - Doku 30' - Silva 33', 83' - Akanji 37' - Foden 64' - Aké 88' | Chi tiết | - Billing 32' - Sinisterra 74' | Sân vận động: Etihad Stadium Lượng khán giả: 53,358 Trọng tài: Craig Pawson |  |

| 12 tháng 11 năm 2023 12 | Chelsea | 4–4      | Manchester City                                                                        | Fulham                                                                         |  |
| 16:30 GMT               | - Cucurella 22' - Palmer 23', 90+5' (ph.đ.) - Silva 29' - Sterling 37', 90+7' - Caicedo 60' - Jackson 67', 90+4' | Chi tiết | - Haaland 25' (ph.đ.), 47' - Akanji 45+1' - Doku 56' - Rodri 72', 86' - Grealish 90+4' | Sân vận động: Stamford Bridge Lượng khán giả: 39,532 Trọng tài: Anthony Taylor |  |

| 25 tháng 11 năm 2023 13 | Manchester City           | 1–1      | Liverpool                                                   | Manchester                                                                    |  |
| 12:30 GMT               | - Haaland 27' - Silva 89' | Chi tiết | - Núñez 75' - Alexander-Arnold 80' - Matip 86' - Endō 90+3' | Sân vận động: Etihad Stadium Lượng khán giả: 53,289 Trọng tài: Chris Kavanagh |  |

| 3 tháng 12 năm 2023 14 | Manchester City                                                                                      | 3–3      | Tottenham Hotspur                                                                                  | Manchester                                                                  |  |
| 16:30 GMT              | - Son Heung-min 9' (l.n.) - Foden 31' - Rodri 34' - Grealish 61', 81' - Gvardiol 84' - Haaland 90+5' | Chi tiết | - Son Heung-min 6' - Udogie 38' - Lo Celso 69' - Porro 74' - Kulusevski 90', 90+2' - Emerson 90+5' | Sân vận động: Etihad Stadium Lượng khán giả: 53,473 Trọng tài: Simon Hooper |  |

| 6 tháng 12 năm 2023 15 | Aston Villa                             | 1–0      | Manchester City          | Aston                                                                  |  |
| 20:15 GMT              | - Watkins 60' - Bailey 74' - Kamara 87' | Chi tiết | - Stones 45' - Lewis 53' | Sân vận động: Villa Park Lượng khán giả: 41,421 Trọng tài: John Brooks |  |

| 10 tháng 12 năm 2023 16 | Luton Town                                  | 1–2      | Manchester City                        | Luton                                                                        |  |
| 14:00 GMT               | - Adebayo 45+2' - Nakamba 58' - Doughty 77' | Chi tiết | - Silva 62' - Grealish 65' - Rodri 73' | Sân vận động: Kenilworth Road Lượng khán giả: 11,047 Trọng tài: Tim Robinson |  |

| 16 tháng 12 năm 2023 17 | Manchester City                          | 2–2      | Crystal Palace                                    | Manchester                                                                  |  |
| 15:00 GMT               | - Grealish 24' - Ederson 42' - Lewis 54' | Chi tiết | - Andersen 40' - Mateta 76' - Olise 90+5' (ph.đ.) | Sân vận động: Etihad Stadium Lượng khán giả: 53,112 Trọng tài: Paul Tierney |  |

| 27 tháng 12 năm 2023 19 | Everton                                                                     | 1–3      | Manchester City                                                           | Liverpool                                                                 |  |
| 20:15 GMT               | - Harrison 29' - Patterson 39' - Gomes 60' - Pickford 63' - Branthwaite 78' | Chi tiết | - Foden 53' - Akanji 59' - Álvarez 64' (ph.đ.) - Grealish 81' - Silva 86' | Sân vận động: Goodison Park Lượng khán giả: 39,327 Trọng tài: John Brooks |  |

| 30 tháng 12 năm 2023 20 | Manchester City                         | 2–0      | Sheffield United | Manchester                                                                 |  |
| 15:00 GMT               | - Rodri 14' - Kovačić 43' - Álvarez 61' | Chi tiết | - Bogle 89'      | Sân vận động: Etihad Stadium Lượng khán giả: 53,108 Trọng tài: David Coote |  |

| 13 tháng 1 năm 2024 21 | Newcastle United                              | 2–3      | Manchester City                                             | Newcastle upon Tyne                                                           |  |
| 17:30 GMT              | - Bruno Guimarães 21' - Isak 35' - Gordon 37' | Chi tiết | - Silva 26', 55' - Rodri 45+4' - De Bruyne 74' - Bobb 90+1' | Sân vận động: St James' Park Lượng khán giả: 52,190 Trọng tài: Chris Kavanagh |  |

| 31 tháng 1 năm 2024 22 | Manchester City                                         | 3–1      | Burnley                                     | Manchester                                                                    |  |
| 19:30 GMT              | - Álvarez 16', 22' - Rodri 46' - Ederson 75' - Doku 81' | Chi tiết | - Ekdal 21' - Roberts 75' - Al-Dakhil 90+3' | Sân vận động: Etihad Stadium Lượng khán giả: 53,099 Trọng tài: Samuel Barrott |  |

| 5 tháng 2 năm 2024 23 | Brentford         | 1–3      | Manchester City         | Brentford                                                                                  |  |
| 20:00 GMT             | - Maupay 21', 31' | Chi tiết | - Foden 45+3', 53', 70' | Sân vận động: Brentford Community Stadium Lượng khán giả: 17,096 Trọng tài: Jarred Gillett |  |

| 10 tháng 2 năm 2024 24 | Manchester City    | 2–0      | Everton                    | Manchester                                                                 |  |
| 12:30 GMT              | - Haaland 71', 85' | Chi tiết | - Gueye 54' - Garner 90+7' | Sân vận động: Etihad Stadium Lượng khán giả: 53,469 Trọng tài: John Brooks |  |

| 17 tháng 2 năm 2024 25 | Manchester City         | 1–1      | Chelsea                                                  | Manchester                                                                   |  |
| 17:30 GMT              | - Rodri 83' - Silva 85' | Chi tiết | - Caicedo 35' - Sterling 42' - Palmer 60' - Petrović 63' | Sân vận động: Etihad Stadium Lượng khán giả: 53,509 Trọng tài: Andrew Madley |  |

| 20 tháng 2 năm 2024 18                                                                   | Manchester City                           | 1–0      | Brentford                                           | Manchester                                                                    |  |
| 19:30 GMT                                                                                | - Stones 45+2' - Haaland 71' - Walker 82' | Chi tiết | - Mee 45+2' - Wissa 60' - Toney 68' - Flekken 90+6' | Sân vận động: Etihad Stadium Lượng khán giả: 52,137 Trọng tài: Darren England |  |
| Ghi chú: Trận đấu bị dời lịch do Manchester City phải thi đấu ở FIFA Club World Cup 2023 |                                           |          |                                                     |                                                                               |  |

| 24 tháng 2 năm 2024 26 | Bournemouth             | 0–1      | Manchester City                           | Bournemouth                                                               |  |
| 17:30 GMT              | - Cook 38' - Senesi 70' | Chi tiết | - Foden 24' - Silva 87' - De Bruyne 90+6' | Sân vận động: Dean Court Lượng khán giả: 11,184 Trọng tài: Jarred Gillett |  |

| 3 tháng 3 năm 2024 27 | Manchester City                  | 3–1      | Manchester United          | Manchester                                                                   |  |
| 15:30 GMT             | - Foden 56', 80' - Haaland 90+1' | Chi tiết | - Rashford 8' - Varane 68' | Sân vận động: Etihad Stadium Lượng khán giả: 53,521 Trọng tài: Andrew Madley |  |

| 10 tháng 3 năm 2024 28 | Liverpool                  | 1–1      | Manchester City                                      | Liverpool                                                              |  |
| 15:45 GMT              | - Mac Allister 50' (ph.đ.) | Chi tiết | - Stones 23' - Rodri 45+2' - Ederson 47' - Silva 59' | Sân vận động: Anfield Lượng khán giả: 59,947 Trọng tài: Michael Oliver |  |

| 31 tháng 3 năm 2024 30 | Manchester City | 0–0      | Arsenal                        | Manchester                                                                    |  |
| 16:30 BST              |                 | Chi tiết | - Gabriel Jesus 67' - Raya 79' | Sân vận động: Etihad Stadium Lượng khán giả: 53,533 Trọng tài: Anthony Taylor |  |

| 3 tháng 4 năm 2024 31 | Manchester City                                    | 4–1      | Aston Villa                                     | Manchester                                                                    |  |
| 20:15 BST             | - Rodri 11' - Grealish 32' - Foden 45+1', 62', 69' | Chi tiết | - Durán 20' - Douglas Luiz 38' - Chambers 90+4' | Sân vận động: Etihad Stadium Lượng khán giả: 53,422 Trọng tài: Darren England |  |

| 6 tháng 4 năm 2024 32 | Crystal Palace                 | 2–4      | Manchester City                                                 | Selhurst                                                                   |  |
| 12:30 BST             | - Mateta 3', 62' - Édouard 86' | Chi tiết | - De Bruyne 13', 70' - Gvardiol 45+2' - Lewis 47' - Haaland 66' | Sân vận động: Selhurst Park Lượng khán giả: 25,132 Trọng tài: Paul Tierney |  |

| 13 tháng 4 năm 2024 33 | Manchester City                                                                                      | 5–1      | Luton Town    | Manchester                                                                 |  |
| 15:00 BST              | - Hashioka 2' (l.n.) - De Bruyne 43' - Kovačić 64' - Haaland 76' (ph.đ.) - Doku 87' - Gvardiol 90+3' | Chi tiết | - Barkley 81' | Sân vận động: Etihad Stadium Lượng khán giả: 53,449 Trọng tài: John Brooks |  |

| 25 tháng 4 năm 2024 29                                                                                                  | Brighton & Hove Albion     | 0–4      | Manchester City                                | Falmer                                                                        |  |
| 20:00 BST | - Veltman 35' - Baleba 76' | Chi tiết | - De Bruyne 17' - Foden 26', 34' - Álvarez 62' | Sân vận động: Falmer Stadium Lượng khán giả: 31,596 Trọng tài: Jarred Gillett |  |
| Ghi chú: Trận đấu được xếp lich gốc vào ngày 17 tháng 3, nhưng đã bị hoãn do Manchester City thi đấu tại tứ kết Cúp FA. |                            |          |                                                |                                                                               |  |

| 28 tháng 4 năm 2024 35 | Nottingham Forest | 0–2      | Manchester City              | West Bridgford                                                           |  |
| 16:30 BST              |                   | Chi tiết | - Gvardiol 32' - Haaland 71' | Sân vận động: City Ground Lượng khán giả: 29,677 Trọng tài: Simon Hooper |  |

| 4 tháng 5 năm 2024 36 | Manchester City                                              | 5–1      | Wolverhampton Wanderers                                                        | Manchester                                                                  |  |
| 17:30 BST             | - Haaland 12' (ph.đ.), 35', 45+3' (ph.đ.), 54' - Álvarez 85' | Chi tiết | - Lemina 41' - Semedo 45+2' - Hwang Hee-chan 53' - Traoré 64' - João Gomes 66' | Sân vận động: Etihad Stadium Lượng khán giả: 53,481 Trọng tài: Craig Pawson |  |

| 11 tháng 5 năm 2024 37 | Fulham                          | 0–4      | Manchester City                                         | Fulham                                                                        |  |
| 12:30 BST              | - Diop 78' 90+5' - Robinson 90' | Chi tiết | - Gvardiol 13', 71' - Foden 59' - Álvarez 90+6' (ph.đ.) | Sân vận động: Craven Cottage Lượng khán giả: 24,418 Trọng tài: Anthony Taylor |  |

| 14 tháng 5 năm 2024 34                                                                                                   | Tottenham Hotspur                       | 0–2      | Manchester City                                                       | Tottenham                                                                                |  |
| 20:00 BST | - Bentancur 36' - Sarr 57' - Romero 63' | Chi tiết | - Haaland 51', 90+1' (ph.đ.) - Kovačić 70' - Foden 88' - Silva 90+10' | Sân vận động: Tottenham Hotspur Stadium Lượng khán giả: 61,065 Trọng tài: Chris Kavanagh |  |
| Ghi chú: Trận đấu được xếp lich gốc vào ngày 20 tháng 4, nhưng đã bị hoãn do Manchester City thi đấu tại bán kết Cúp FA. |                                         |          |                                                                       |                                                                                          |  |

| 19 tháng 5 năm 2024 38 | Manchester City             | 3–1      | West Ham United           | Manchester                                                                 |  |
| 16:00 BST              | - Foden 2', 18' - Rodri 59' | Chi tiết | - Kudus 42' - Álvarez 76' | Sân vận động: Etihad Stadium Lượng khán giả: 53,544 Trọng tài: John Brooks |  |